# Hadley (Marskrater)
Der Krater Hadley liegt westlich des Al-Qahira-Tals (Arabisch für „Mars“) an der Übergangszone vom alten, südlichen Hochland zur jüngeren Tiefebene des Mars. Er misst etwa 115 km im Durchmesser und wurde nach George Hadley benannt.